# Александровка (Генический район)
Алекса́ндровка (укр. Олекса́ндрівка) — село в Новотроицкой поселковой общине Генического района Херсонской области Украины.
Население по переписи 2001 года составляло 1163 человека. Почтовый индекс — 75343. Телефонный код — 5548. Код КОАТУУ — 6524480201.